# لونگوی

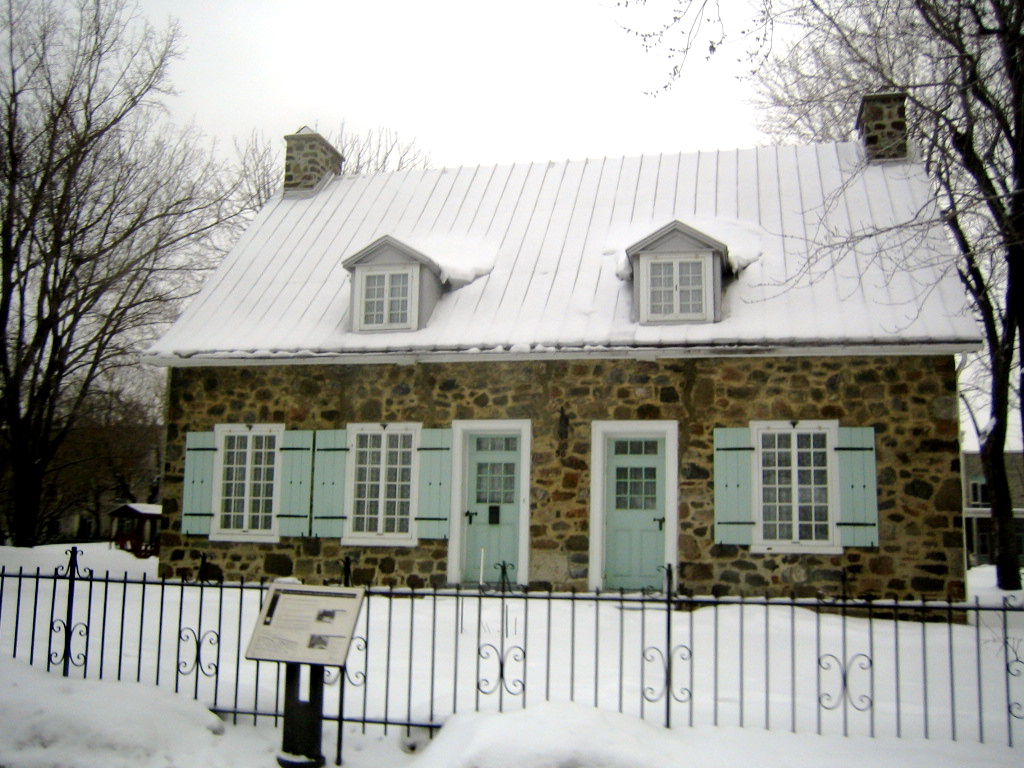
نمایی از یک ساختمان تاریخی در شهرک لونگوی، کبک کانادا - ۲۰۰۶

لونگوی (به فرانسوی: Longueuil) شهرکی در ناحیه مونترژی در استان کبک کانادا است. در سرشماری سال ۲۰۱۱ این شهرک ۲۳۱٬۹۶۹ نفر جمعیت داشته‌است و مساحت آن ۱۱۱٫۵ کیلومتر مربع است.